# Lars-Eric Lundvall
Lars-Eric Lundvall, folkbokförd Lars Erik Lundvall, född 3 april 1934 i Bofors, död 8 april 2020 i Oscar Fredriks distrikt  i Göteborg, var en svensk spelare och lagledare inom ishockey.
Lundvall vann SM två gånger, med Södertälje SK säsongen 1955/1956, och med Västra Frölunda IF säsongen 1964/1965. Lundvall ingick med Ronald "Sura-Pelle" Pettersson och Nils "Dubbel-Nisse" Nilsson i den så kallade ungdomskedjan. Han värvades från Södertälje till Frölunda där han har varit tränare och därefter ingått i Frölundas organisation som matchledare med mera.
I svenska landslaget spelade Lundvall 190 landskamper, de flesta i ungdomskedjan. Han är stor grabb i ishockey nummer 47. Han deltog också i det svenska lag som vann VM 1957 och 1962.
Han var från 1960 till sin död gift med Isa-Britt Yvonne Lundvall (född 1938). Lars-Eric Lundvall är gravsatt i minneslunden på Västra kyrkogården i Göteborg.

## Meriter
- SM-guld 1956, 1965
- VM-guld 1957, 1962
- VM-silver 1963
- VM-brons 1958, 1965
- VM-femma 1955, 1959
- OS-silver 1964
- OS-fyra 1956
- OS-femma 1960